# Sofiane Bendebka
Sofiane Bendebka (El Magharia, 9 agosto 1992) è un calciatore algerino, centrocampista dell'Al-Fateh.

## Carriera

### Club
Ha giocato nella prima divisione algerina ed in quella saudita. Durante la sua militanza all'MC Alger ha segnato inoltre anche un gol in 5 presenze nella CAF Champions League ed ha giocato una partita nella Coppa della Confederazione CAF.

### Nazionale
Ha segnato 2 gol in 3 presenze ai Giochi Olimpici del 2016. Nel 2021 è stato convocato per la Coppa d'Africa.

## Statistiche

### Cronologia presenze e reti in nazionale
| Cronologia completa delle presenze e delle reti in nazionale ― Algeria | Cronologia completa delle presenze e delle reti in nazionale ― Algeria | Cronologia completa delle presenze e delle reti in nazionale ― Algeria | Cronologia completa delle presenze e delle reti in nazionale ― Algeria | Cronologia completa delle presenze e delle reti in nazionale ― Algeria | Cronologia completa delle presenze e delle reti in nazionale ― Algeria | Cronologia completa delle presenze e delle reti in nazionale ― Algeria | Cronologia completa delle presenze e delle reti in nazionale ― Algeria |
| Data                                                                   | Città                                                                  | In casa                                                                | Risultato                                                              | Ospiti                                                                 | Competizione                                                           | Reti                                                                   | Note                                                                   |
| ---------------------------------------------------------------------- | ---------------------------------------------------------------------- | ---------------------------------------------------------------------- | ---------------------------------------------------------------------- | ---------------------------------------------------------------------- | ---------------------------------------------------------------------- | ---------------------------------------------------------------------- | ---------------------------------------------------------------------- |
| 2-6-2016                                                               | Roche Caiman                                                           | Seychelles                                                             | 0 – 0                                                                  | Algeria                                                                | Amichevole                                                             | -                                                                      | 90’                                                                    |
| 1-12-2021                                                              | Doha                                                                   | Algeria                                                                | 4 – 0                                                                  | Sudan                                                                  | Coppa araba FIFA 2021 - 1º turno                                       | -                                                                      | 64’                                                                    |
| 4-12-2021                                                              | Al Wakrah                                                              | Libano                                                                 | 0 – 2                                                                  | Algeria                                                                | Coppa araba FIFA 2021 - 1º turno                                       | -                                                                      |                                                                        |
| 7-12-2021                                                              | Al Wakrah                                                              | Algeria                                                                | 1 – 1                                                                  | Egitto                                                                 | Coppa araba FIFA 2021 - 1º turno                                       | -                                                                      |                                                                        |
| 11-12-2021                                                             | Doha                                                                   | Marocco                                                                | 2 – 2 dts (5 – 7 dtr)                                                  | Algeria                                                                | Coppa araba FIFA 2021 - Quarti di finale                               | -                                                                      |                                                                        |
| 15-12-2021                                                             | Doha                                                                   | Qatar                                                                  | 1 – 2                                                                  | Algeria                                                                | Coppa araba FIFA 2021 - Semifinale                                     | -                                                                      |                                                                        |
| 18-12-2021                                                             | Al Khor                                                                | Tunisia                                                                | 0 – 2 dts                                                              | Algeria                                                                | Coppa araba FIFA 2021 - Finale                                         | -                                                                      | 90+3’ 118’                                                             |
| 11-1-2022                                                              | Douala                                                                 | Algeria                                                                | 0 – 0                                                                  | Sierra Leone                                                           | Coppa d'Africa 2021 - 1º turno                                         | -                                                                      | 65’                                                                    |
| 16-1-2022                                                              | Douala                                                                 | Algeria                                                                | 0 – 1                                                                  | Guinea Equatoriale                                                     | Coppa d'Africa 2021 - 1º turno                                         | -                                                                      | 73’                                                                    |
| 20-1-2022                                                              | Douala                                                                 | Costa d'Avorio                                                         | 3 – 1                                                                  | Algeria                                                                | Coppa d'Africa 2021 - 1º turno                                         | 1                                                                      | 62’                                                                    |
| 25-3-2022                                                              | Douala                                                                 | Camerun                                                                | 0 – 1                                                                  | Algeria                                                                | Qual. Mondiali 2022                                                    | -                                                                      | 76’                                                                    |
| 29-3-2022                                                              | Blida                                                                  | Algeria                                                                | 1 – 2 dts                                                              | Camerun                                                                | Qual. Mondiali 2022                                                    | -                                                                      | 76’                                                                    |
| 4-6-2022                                                               | Algeri                                                                 | Algeria                                                                | 2 – 0                                                                  | Uganda                                                                 | Qual. Coppa d'Africa 2023                                              | -                                                                      | 81’                                                                    |
| 8-6-2022                                                               | Dar es Salaam                                                          | Tanzania                                                               | 0 – 2                                                                  | Algeria                                                                | Qual. Coppa d'Africa 2023                                              | -                                                                      | 16’                                                                    |
| Totale                                                                 |                                                                        | Presenze                                                               | 14                                                                     |                                                                        | Reti                                                                   | 2                                                                      |                                                                        |

## Palmarès

### Nazionale
- Coppa araba FIFA: 1

Qatar 2021